# Geoffrey Holmes (Eishockeyspieler)
Geoffrey Holmes (* 19. Februar 1894 in Toronto, Ontario; † 7. Mai 1964 in Woking, England) war ein britischer Eishockeyspieler. 

## Karriere
Geoffrey Holmes nahm für die britische Nationalmannschaft an den Olympischen Winterspielen 1924 in Chamonix teil, bei denen er mit seiner Mannschaft die Bronzemedaille gewann. Auf Vereinsebene spielte er für ein britisches Armeeteam.

## Erfolge und Auszeichnungen
- 1924 Bronzemedaille bei den Olympischen Winterspielen